# Trichophora nigra
Trichophora nigra là một loài ruồi trong họ Tachinidae.